# Masahiro Shimoda
Masahiro Shimoda (霜田 正浩 Shimoda Masahiro?), född 10 februari 1967 i Tokyo prefektur, är en japansk före detta fotbollsspelare och tränare.
Shimoda började sin karriär 1988 i Fujita Industries. 1990 flyttade han till Kyoto Shiko. Efter Kyoto Shiko spelade han för och Yokogawa Electric. Han avslutade karriären 1993.
Shimoda har efter den aktiva karriären verkat som tränare och har tränat YSCC Yokohama och Renofa Yamaguchi FC.